# Gothic rap
Gothic rap je hudební styl, subžánr rappu. Rapy pojednávají o pocitech autora, obvykle o depresích, životě s alkoholem a drogami. Někdy se v textech řeší třeba i celosvětové zejména sociální problémy. Jedním ze známých interpretů tohoto stylu byl Lil Peep.